# دانيال تومبكينس
دانيل دي تومبكينس (بالإنجليزية: Daniel D. Tompkins) المولود في 21 يونيو سنة 1774 والمتوفى في 11 يونيو 1825، هو سياسي أمريكي والحاكم الرابع لولاية نيويورك بين عامي 1807 و1817 والنائب السادس لرئيس الولايات المتحدة من عام 1817 وحتى عام 1825.
ولد في سكارسديل التابعة لنيويورك، امتهن تومبكينس المحاماة في مدينة نيويورك بعد تخرجه من جامعة كولومبيا. عُين مبعوثًا إلى اجتماع نيويورك الدستوري عام 1801 وخدم في محكمة نيويورك العليا من عام 1804 وحتى عام 1807. في سنة 1807 أزاح الكاهن مورغان لويس عن منصبه ليصبح بذلك حاكم نيويورك. وشغل منصب الحاكم بين عامي 1807 و 1817 خادمًا طوال حقبة حرب عام 1812. وغالبًا ماكان ينفق أمواله لدفع رواتب وتجميع عناصر المقاومة الشعبية عندما لا تكون السلطة التشريعية في جلسة، أو حين لا تسمح بالنفقات الضرورية.
تبوأ تومبكينس منصب مرشح الحزب الديمقراطي الجمهوري لمنصب نائب الرئيس في انتخابات عام 1816 الرئاسية. سادت بطاقات الانتخاب الحاملة لاسمي جميس مونرو وتومبكينس بسهولة على حساب عدد محدود من بطاقات المعارضة الاتحادية. شغل منصب نائب الرئيس بين عامي 1817 و 1825 وكان نائب الرئيس الوحيد في القرن التاسع عشر الذي شغل المنصب لدورتين متتاليتين. في عام 1820سعى إلى ولاية جديدة كحاكم لنيويورك ولكنه هُزم على يد دوايت كلنتون. كان تومبكينسفي حالة جسدية ومالية مزرية بعد حرب عام 1812. تِلك الأحوال المادية ناتجة بشكل كبيرعن مدفوعاته للمجهود العسكري خلال حرب عام 1812. استسلم لإدمان شرب الكحول وأصبح غير قادرٍ على إعادة هيكلة مديونياته المالية على الرغم من فوزه الجزئي بعضوية الحكومة الاتحادية في عام 1823. توفي في يونيو من العام 1825 بُعيد تركه لمنصبه. توفي بعد 99 يوماً من انتهاء فترته عام 1825 عن عمر ناهز 50 عاماً، وهو بذلك صاحب أقل فترة تقاعد بين نواب الرؤساء، كما أنه أصغر النواب سناً عند وفاته.

## النشأة والعائلة والمسيرة
ولد دانيل دي تومبكينس في سكارسدل التابعة لمقاطعة ويستتشستر في ولاية نيويورك في منزله في ملكية فوكس ميدو. والداه هما سارة آن (هيات) وجوناثان غريفن تومبكينس. أخوه الأكبر كايلب تومبكينس كان مفوض الولايات المتحدة بين عامي 1817 و 1821. تخرج دانيل تومبكينس من كلية كولومبيا في مدينة نيويورك عام 1795. درس بعدها القانون مع جيمس كينت  وبيتر جي مونرو. انتسب عام 1797 إلى نقابة المحامين ومارس مهنته في مدينة نيويورك. على الرغم من ميول كينت ومونرو الاتحادية فقد دخل تومبكينس معترك السياسة كديمقراطي جمهوري. كان مندوبًا عام 1801 إلى اجتماع ولاية نيويورك الدستوري وعضوًا في تجمع ولاية نيويورك عام 1804. وانتخب لعضوية مجلس النواب الأمريكي التاسع. لكنه استقال قبل بداية فترة القبول، وعُين قاضيًا مساعدًا في محكمة نيويوك العليا في عمر الثلاثين وخدم  بين عامي 1804 و1807.
في 20 فبراير عام 1798، تزوج دانيل تومبكينس ذو الثلاثة والعشرين ربيعًا الفتاة ذات الستة عشر عامًا هانا منثورن ابنة مانغل منثورن الذي عمل مساعد عضو مجلس بلدي لمدينة نيويورك. أنجب الزوجان ثمانية أطفال من بينهم أرييتا منثورن تومبكينس المولودة في (31 يوليو 1800) التي تزوجت عام 1818 من ابن سميث تومسون. و (مانغل) منثورن تومبكينس (26 ديسمبر 1807_ 5 يونيو 1881) الذي كان مرشح حزب التراب الحر لمنصب حاكم نيويورك عام 1852. سُمي قطاع تومبكينسفيل في ستايتن آيلند تيمنًا به. أسس تومبكينس عام 1815مقر إقامة على طول الساحل الشرقي من الجزيرة واشترى مزرعة فان بوسكرك في نيو برايتون وعقارًا في غريمز هيل. توضع مقر إقامته الرئيسي في فورت هيل قرب فورت بليس التي أُحرقت عام 1874.
سُمي أولادهما هانا ومنثورن تيمنًا بالوالدة، وسمي شارعا هانا ومنثورن تيمنًا بهما.

## الاسم
تم تعميد تومبكينس باسم دانيال تومبكينس، لكنه أضاف حرف «د» في وسط اسمه وهو طالب في كلية كولومبيا ليميز نفسه عن طالب آخر هناك يحمل نفس اللاسم. وهناك جدل حول الاسم الذي أشار إليه الحرف؛ وقد اقترح البعض أنه يشير إلى اسم «ديسيوس». إلا أن الاستنتاج المقبول عموما هو أنه لم يرمز لأي اسم، وكان فقط لتمييزه عن دانيال تومكينز آخر.

## وصلات خارجية
- دانيال تومبكينس على موقع الموسوعة البريطانية (الإنجليزية)
- دانيال تومبكينس على موقع إن إن دي بي (الإنجليزية)

1. ↑  Encyclopædia Britannica | Daniel D. Tompkins (بالإنجليزية), QID:Q5375741
2. ↑  GeneaStar | Daniel D. Tompkins، QID:Q98769076
3. ↑  انظر قائمة نواب رؤساء الولايات المتحدة حسب العمر [الإنجليزية]
4. ↑  Cox، Thomas H. (2009). Gibbons v. Ogden, Law, and Society in the Early Republic. Athens, OH: Ohio University Press. ص. 92. ISBN:978-0-8214-1846-8. مؤرشف من الأصل في 2020-02-12.
5. ↑  Gibbons v. Ogden, Law, and Society in the Early Republic، صفحة 92.
6. ↑  (March 3, 1798). Marriages, The Weekly Magazine, p. 160 (1798) نسخة محفوظة 12 فبراير 2020 على موقع واي باك مشين.
7. ↑  "Staten Island Memories: A lifetime of public service". SILive.com. مارس 2013. مؤرشف من الأصل في 2019-03-06. اطلع عليه بتاريخ 2019-04-16.
8. ↑  Publishers weekly, Volume 195, Part 2. New Providence, New Jersey,: R.R. Bowker Co. 1969. ص. 100. مؤرشف من الأصل في 2020-01-08.{{استشهاد بكتاب}}:  صيانة الاستشهاد: علامات ترقيم زائدة (link)
9. ↑  Fredriksen، John C. (2000). Green Coats and Glory: The United States Regiment of Riflemen, 1808-1821. Youngstown, NY: Old Fort Niagara Association. ص. 29. مؤرشف من الأصل في 2020-01-08.
10. ↑  New York State Historical Association (1920). "Governor Tompkins' Middle Name". State Service: An Illustrated Monthly Magazine Devoted to the Government of the State of New York and its Affairs, Volume 4. Albany, NY: State Service Magazine Co., Inc.: 502. مؤرشف من الأصل في 2019-12-15.
11. ↑  Winchester، Charles M. (1 فبراير 1920). "New York's Forty-Four Governors". State Service: An Illustrated Monthly Magazine. Albany, NY: State Service Magazine Company: 147. مؤرشف من الأصل في 2020-01-24.
12. ↑  Winchester، Charles M. (1 يونيو 1920). "Governor Tompkins' Middle Name". State Service: An Illustrated Monthly Magazine. Albany, NY: State Service Magazine Company: 502. مؤرشف من الأصل في 2020-01-08.
13. ↑  Skinner، Charles R. (1919). Governors of New York from 1777 to 1920. Albany, NY: J. B. Lyon Company. ص. 2. مؤرشف من الأصل في 2020-01-08.
14. ↑  Smith، Henry T. (1898). Manual of Westchester County. White Plains, NY: Henry T. Smith. ج. 1. ص. 246. مؤرشف من الأصل في 2020-01-08.